# Мехмедов, Юсеин
Юсеин Алитиев Мехмедов (болг. Юсеин Алитиев Мехмедов, 25 января 1924 — 9 марта 2014) или Хюсеин Мехмет Алиш (тур. Hüseyin Mehmet Aliş) — болгарский борец турецкого происхождения, призёр Олимпийских игр.
Родился в селе Веселина общины Лозница Разградской области. С детства увлекался турецкой национальной борьбой, после службы в армии вошёл в 1950 году в национальную сборную Болгарии. В 1955 году завоевал золотую медаль Универсиады по правилам греко-римской борьбы. В 1956 году завоевал бронзовые медали кубков мира как по вольной, так и греко-римской борьбе, а на Олимпийских играх в Мельбурне стал обладателем серебряной медали по правилам вольной борьбы (он пытался претендовать и на медаль в греко-римской борьбе, но был вынужден сняться с соревнований из-за травмы). В 1957 году стал обладателем золотой медали Универсиады (III Дружеские игры молодёжи) по правилам вольной борьбы, и бронзовой — по правилам греко-римской, а на чемпионате мира завоевал бронзовую медаль по правилам вольной борьбы.
В 1959 году завершил спортивную карьеру, стал работать тренером. В 1989 году эмигрировал в Турцию и поселился в Стамбуле, где и прожил до конца жизни. В его честь в городе Лозница учреждён турнир по вольной борьбе.